# Haltere la Jocurile Olimpice de vară din 2020 - masculin 96 kg
Proba de haltere categoria 96 de kg masculin de la Jocurile Olimpice de vară din 2020 de la Tokyo a avut loc la data de 31 iulie 2021, la Tokyo International Forum.

## Program
Orele sunt ora Japoniei (UTC+9) 
| Data                   | Timp  | Etapă   |
| ---------------------- | ----- | ------- |
| Sâmbătă, 31 iulie 2021 | 19:50 | Grupa A |

## Rezultate
| Loc | Sportiv              | Țară            | Grupă | Greutate | Smuls (kg) | Smuls (kg) | Smuls (kg) | Smuls (kg) | Aruncat (kg) | Aruncat (kg) | Aruncat (kg) | Aruncat (kg)       | Total              |
| Loc | Sportiv              | Țară            | Grupă | Greutate | 1          | 2          | 3          | Rezultat   | 1            | 2            | 3            | Rezultat           | Total              |
| --- | -------------------- | --------------- | ----- | -------- | ---------- | ---------- | ---------- | ---------- | ------------ | ------------ | ------------ | ------------------ | ------------------ |
| 1   | Fares Ibrahim        | Qatar           | A     |          | 173        | 177        | 177        | 177        | 217          | 225          | 232          | 225 Record olimpic | 402 Record olimpic |
| 2   | Keydomar Vallenilla  | Venezuela       | A     |          | 172        | 175        | 177        | 177        | 210          | 215          | 216          | 210                | 387                |
| 3   | Anton Pliesnoi       | Georgia         | A     |          | 173        | 177        | 177        | 177        | 206          | 210          | 210          | 210                | 387                |
| 4   | Boady Santavy        | Canada          | A     |          | 173        | 177        | 178        | 178        | 200          | 205          | 208          | 208                | 386                |
| 5   | Chen Po-jen          | Taipeiul Chinez | A     |          | 171        | 176        | 180        | 176        | 200          | 205          | 211          | 205                | 381                |
| 6   | Bekdoolot Rasulbekov | Kârgâzstan      | A     |          | 162        | 166        | 166        | 166        | 200          | 208          | 216          | 208                | 374                |
| 7   | Bartłomiej Adamus    | Polonia         | A     |          | 160        | 160        | 163        | 163        | 197          | 204          | 205          | 197                | 360                |
| 8   | Yu Dong-ju           | Coreea de Sud   | A     |          | 160        | 165        | 167        | 160        | 200          | 205          | 205          | 200                | 360                |
| 9   | Olfides Sáez         | Cuba            | B     |          | 156        | 161        | 161        | 156        | 193          | 198          | 203          | 203                | 359                |
| 10  | Cyrille Tchatchet II | EOR             | B     |          | 153        | 155        | 160        | 155        | 190          | 190          | 195          | 195                | 350                |
| 11  | Theodoros Iakovidis  | Grecia          | B     |          | 147        | 152        | 156        | 156        | 175          | 182          | 191          | 182                | 338                |
| 12  | Christian Amoah      | Ghana           | B     |          | 140        | 145        | 145        | 145        | 165          | 170          | 170          | 170                | 315                |
| 13  | Mohammed Hamada      | Palestina       | B     |          | 137        | 142        | 142        | 137        | 173          | 178          | 178          | 173                | 310                |
| —   | Yauheni Tsikhantsou  | Belarus         | A     |          | 170        | 170        | 173        | 173        | 201          | 201          | 201          | —                  | —                  |
| —   | Toshiki Yamamoto     | Japonia         | A     |          | 161        | 166        | 168        | 168        | 200          | 200          | 200          | —                  | —                  |